# Роб Ремедж
Роб Ремедж (англ. Rob Ramage, нар. 11 січня 1959, Байрон) — колишній канадський хокеїст, що грав на позиції захисника. Грав за збірну команду Канади.
Володар Кубка Стенлі. Провів понад тисячу матчів у Національній хокейній лізі. 

## Ігрова кар'єра
Хокейну кар'єру розпочав 1975 року.
1979 року був обраний на драфті НХЛ під 1-м загальним номером командою «Колорадо Рокіз». 
Протягом професійної клубної ігрової кар'єри, що тривала 17 років, захищав кольори команд «Колорадо Рокіз», «Сент-Луїс Блюз», «Калгарі Флеймс», «Торонто Мейпл-Ліфс», «Міннесота Норт-Старс», «Тампа-Бей Лайтнінг», «Монреаль Канадієнс», «Філадельфія Флаєрс» та «Бірмінгем Буллз».
Загалом провів 1128 матчів у НХЛ, включаючи 84 гри плей-оф Кубка Стенлі.
Виступав за збірну Канади.

## Судимість
15 грудня 2003 року потрапив до аварії на орендованому автомобілі Dodge Intrepid разом із своїм колишнім партнером Кейтом Магнусоном (від отриманих травм загинув на місці). Роб був звинувачений в небезпечному водінні автомобіля, що спричинив смерть. 10 жовтня 2007 Ремедж був визнаний винним за всіма пунктами звинувачення та засуджений до чотирьох років позбавлення волі. Влітку 2010 його адвокат подав апеляцію на рішення суду але отримав відмову.  
У березні 2011 Роб подав першу заяву на умовно-дострокове звільнення але ця заява була відхилена. 5 травня 2011 він подав другу заяву, яка була задоволена, в той же час він отримав зобов'язання відвідувати установу анонімних алкоголіків, пройти консультацію в психолога та заборону на керування автомобілем.
Вирок Ремеджа закінчився в липні 2014 року.  

## Тренерська робота
У грудні 2011 став асистентом головного тренера клубу ОХЛ «Лондон Найтс». 
З липня 2014 тренер молодіжного складу «Монреаль Канадієнс».

## Нагороди та досягнення
- Срібний призер молодіжного чемпіонату світу 1977.
- Бронзовий призер молодіжного чемпіонату світу 1978.
- Володар Кубка Стенлі в складі «Калгарі Флеймс» — 1989 та «Монреаль Канадієнс» — 1993.

## Статистика
| Сезон        | Клуб                   | Ліга         | Регулярний сезон | Регулярний сезон | Регулярний сезон | Регулярний сезон | Регулярний сезон | Плей-оф | Плей-оф | Плей-оф | Плей-оф | Плей-оф |
| Сезон        | Клуб                   | Ліга         | І                | Г                | П                | О                | ШХ               | І       | Г       | П       | О       | ШХ      |
| ------------ | ---------------------- | ------------ | ---------------- | ---------------- | ---------------- | ---------------- | ---------------- | ------- | ------- | ------- | ------- | ------- |
| 1975–76      | «Лондон Найтс»         | ОЮХЛ         | 65               | 12               | 31               | 43               | 113              | —       | —       | —       | —       | —       |
| 1976–77      | «Лондон Найтс»         | ОЮХЛ         | 65               | 15               | 58               | 73               | 177              | —       | —       | —       | —       | —       |
| 1977–78      | «Лондон Найтс»         | ОЮХЛ         | 59               | 17               | 47               | 64               | 162              | —       | —       | —       | —       | —       |
| 1978–79      | «Бірмінгем Буллз»      | ВХА          | 80               | 12               | 36               | 48               | 165              | —       | —       | —       | —       | —       |
| 1979–80      | «Колорадо Рокіз»       | НХЛ          | 75               | 8                | 20               | 28               | 135              | —       | —       | —       | —       | —       |
| 1980–81      | «Колорадо Рокіз»       | НХЛ          | 79               | 20               | 42               | 62               | 193              | —       | —       | —       | —       | —       |
| 1981–82      | «Колорадо Рокіз»       | НХЛ          | 70               | 13               | 29               | 42               | 201              | —       | —       | —       | —       | —       |
| 1982–83      | «Сент-Луїс Блюз»       | НХЛ          | 78               | 16               | 35               | 51               | 193              | 4       | 0       | 3       | 3       | 22      |
| 1983–84      | «Сент-Луїс Блюз»       | НХЛ          | 80               | 15               | 45               | 60               | 121              | 11      | 1       | 8       | 9       | 32      |
| 1984–85      | «Сент-Луїс Блюз»       | НХЛ          | 80               | 7                | 31               | 38               | 178              | 3       | 1       | 3       | 4       | 6       |
| 1985–86      | «Сент-Луїс Блюз»       | НХЛ          | 77               | 10               | 56               | 66               | 171              | 19      | 1       | 10      | 11      | 66      |
| 1986–87      | «Сент-Луїс Блюз»       | НХЛ          | 59               | 11               | 28               | 39               | 106              | 6       | 2       | 2       | 4       | 21      |
| 1987–88      | «Сент-Луїс Блюз»       | НХЛ          | 67               | 8                | 34               | 42               | 127              | —       | —       | —       | —       | —       |
| 1987–88      | «Калгарі Флеймс»       | НХЛ          | 12               | 1                | 6                | 7                | 37               | 9       | 1       | 3       | 4       | 21      |
| 1988–89      | «Калгарі Флеймс»       | НХЛ          | 68               | 3                | 13               | 16               | 156              | 20      | 1       | 11      | 12      | 26      |
| 1989–90      | «Торонто Мейпл-Ліфс»   | НХЛ          | 80               | 8                | 41               | 49               | 202              | 5       | 1       | 2       | 3       | 20      |
| 1990–91      | «Торонто Мейпл-Ліфс»   | НХЛ          | 80               | 10               | 25               | 35               | 173              | —       | —       | —       | —       | —       |
| 1991–92      | «Міннесота Норт-Старс» | НХЛ          | 34               | 4                | 5                | 9                | 69               | —       | —       | —       | —       | —       |
| 1992–93      | «Тампа-Бей Лайтнінг»   | НХЛ          | 66               | 5                | 12               | 17               | 138              | —       | —       | —       | —       | —       |
| 1992–93      | «Монреаль Канадієнс»   | НХЛ          | 8                | 0                | 1                | 1                | 8                | 7       | 0       | 0       | 0       | 4       |
| 1993–94      | «Монреаль Канадієнс»   | НХЛ          | 6                | 0                | 1                | 1                | 2                | —       | —       | —       | —       | —       |
| 1993–94      | «Філадельфія Флаєрс»   | НХЛ          | 15               | 0                | 1                | 1                | 14               | —       | —       | —       | —       | —       |
| Усього в НХЛ | Усього в НХЛ           | Усього в НХЛ | 1044             | 139              | 425              | 564              | 2224             | 84      | 8       | 42      | 50      | 218     |